# Hanengretji
Das Hanengretji ist eine Bergkuppe zwischen Davos und Arosa im Kanton Graubünden in der Schweiz mit einer Höhe von 2542 m ü. M. Durch die Nähe zum Skigebiet Schatzalp/Strela ist es ein beliebtes, einfach zu erreichendes Skitourenziel.

## Lage und Umgebung
Das Hanengretji gehört zur Strelakette, einer Untergruppe der Plessuralpen. Es handelt sich um eine dem Chörbsch Horn östlich vorgelagerte Weidekuppe. Die Erhebung befindet sich vollständig auf dem Gemeindegebiet von Davos.
Zu den Nachbargipfeln gehören das Chörbsch Horn im Westen und der Wannengrat im Norden.
Talorte sind Davos und Frauenkirch.

## Schneestation

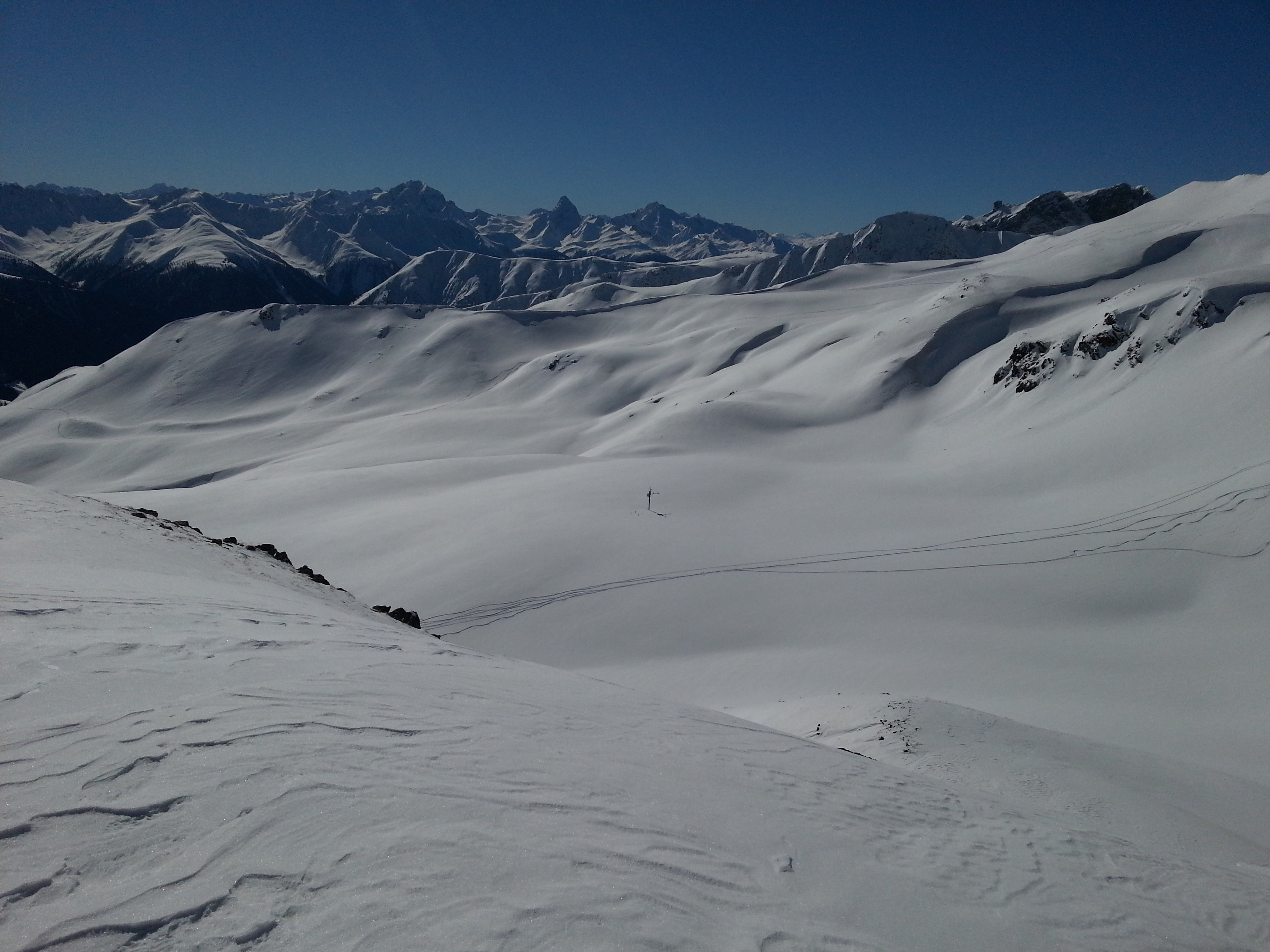
Schneestation südwestlich des Hanengretji.

Südwestlich der Anhöhe auf einer Ebene befindet sich eine von 160 Schneestationen des Interkantonalen Mess- und Informationssystems (IMIS). Das System wird in Zusammenarbeit von Bund, Kantonen, Gemeinden, dem WSL-Institut für Schnee- und Lawinenforschung SLF sowie von weiteren Interessenverbänden betrieben. Die dazugehörende Windstation befindet sich auf dem Chrachenhorn auf 2891 m ü. M. Die Schneestation misst jede halbe Stunde Lufttemperatur, Oberflächentemperatur der Schneedecke, Temperatur innerhalb der Schneedecke, Temperatur des Bodens, Windgeschwindigkeit (Mittel und Spitze), Windrichtung, relative Luftfeuchtigkeit, Schneehöhe und reflektierte kurzwellige Strahlung. Der Lawinenwarndienst sowie Sicherheitsbeauftragte der ganzen Schweiz werden so mit aktuellen Informationen aus entlegenen und/oder unzugänglichen Gebieten versorgt. Die Daten können auf der Webseite des SLF angeschaut werden.

## Routen zum Gipfel

### Sommerrouten

#### Via Podestatenalp und Latschüelfurgga
- Ausgangspunkt: Davos (1560 m) oder Schatzalp (1861 m)
- Schwierigkeit: B, als Wanderweg weiss-rot-weiss markiert
- Zeitaufwand: 3¼ Stunden von Davos oder 2¼ Stunden von der Schatzalp

#### Via Tritt und Latschüelfurgga
- Ausgangspunkt: Langwies (1377 m) oder Arosa (1775 m)
- Schwierigkeit: B, als Wanderweg weiss-rot-weiss markiert
- Zeitaufwand: 4¼ Stunden sowohl von Langwies wie von Arosa

#### Via Stafelalp
- Ausgangspunkt: Davos Frauenkirch (1505 m)
- Via: Chörbschhornhütte
- Schwierigkeit: B, als Wanderweg weiss-rot-weiss markiert
- Zeitaufwand: 3¼ Stunden

#### Via Schwifurgga
- Ausgangspunkt: Arosa (1775 m)
- Via: Tieja, Schwifurgga (2519 m)
- Schwierigkeit: B, als Wanderweg weiss-rot-weiss markiert
- Zeitaufwand: 3¼ Stunden

#### Via Erber Berg
- Ausgangspunkt: Davos (1560 m)
- Via: Grüeni Alp, südlich am Grüenihorn vorbei
- Schwierigkeit: B
- Zeitaufwand: 3 Stunden

### Winterrouten

#### Von der Schatzalp
- Ausgangspunkt: Schatzalp (1861 m) oder Bergstation Strelapass (2352 m)
- Via: Strelasee, Latschüelfurgga
- Expositionen: S, SE, NW
- Schwierigkeit: WS-
- Zeitaufwand: 3 Stunden von der Schatzalp, 1¼ Stunden von der Bergstation Strelapass

#### Von Frauenkirch
- Ausgangspunkt: Davos Frauenkirch (1505 m)
- Via: Berghaus Stafelalp
- Expositionen: SE
- Schwierigkeit: WS
- Zeitaufwand: 3 Stunden

#### Von Davos
- Ausgangspunkt: Davos (1560 m)
- Via: Usser Erb
- Expositionen: SE
- Schwierigkeit: WS
- Zeitaufwand: 3¼ Stunden

#### Abfahrt über den Erber Berg nach Frauenkirch
- Ziel: Davos Frauenkirch (1505 m)
- Via: Erber Berg, Usser Erb, Mättjen
- Expositionen: E, SE
- Schwierigkeit: WS
- Bemerkung: Schutzgebiet im Brüchwald beachten

#### Abfahrt über Tirmet nach Davos Platz
- Ziel: Davos (1560 m)
- Via: Tirmet, bei Höhenkurve 2000 m nach E (nicht zu tief ins Albertitobel), Waldschneise, Thurgauer Schaffhauser Höhenklinik
- Expositionen: NE, E
- Schwierigkeit: ZS-
- Bemerkung: Oben einladend und nicht steil, unten jedoch trichterartig und steil. In der engen Waldschneise ist zudem gute Skibeherrschung gefragt. Nur bei ganz sicheren Verhältnissen.